# Feldflieger-Abteilung 22
Feldflieger-Abteilung Nr. 22 – FFA 22 jednostka obserwacyjna i rozpoznawcza lotnictwa niemieckiego Luftstreitkräfte z początkowego okresu I wojny światowej.

## Informacje ogólne
W momencie wybuchu I wojny światowej z dniem 1 sierpnia 1914 roku została utworzona we Fliegerersatz Abteilung Nr. 7 i weszła w skład większej jednostki 3 Kompanii Batalionu Lotniczego Nr 3 we Hanowerze. Jednostka została przydzielona do III Korpusu Armijnego (AK III).
11 stycznia 1917 roku jednostka została przeformowana i zmieniona we Fliegerabteilung 22 – (FA 22).
W jednostce służyli m.in. Walter von Bülow-Bothkamp późniejszy dowódca Jagdstaffel 36, Albert Dossenbach, Hans Schilling, Fritz Kosmahl.

## Dowódcy eskadry
| Stopień | Nazwisko     | Okres           |
| ------- | ------------ | --------------- |
| Kapitan | von Blomberg | sierpień 1914 – |